# Pokolj u Hudutskom
Pokolj u Hudutskom je pokolj u Prozor-Rami koji su načinile postojbe Armije BiH. Napravila su ga dva dana poslije masovnog ubijanja Hrvata u Uzdolu. Taj zločin je počinjen u donjeramskom selu Hudutskom. Selo je u općini Prozoru-Rami, na granici s općinom Jablanicom, na obali uz sjeveerni rukavac Jablaničkog jezera, uz cestu koja vodi ka HE Jablanica.
Dio niza bošnjačko-muslimanskih zločina na ramsko-prozorskom i jablaničkom području. Dio bošnjačko-muslimanskih osvajačkih planova. Nakon svih osvajačkih operacija i počinjenja masovnih sadističkih masakra svojom propagandom od sebe su stvarali žrtvu i svijetu se prikazali kao „nedužni“ i potpuno „nevini“, premda je istina da su u mnogim slučajevima činili veća zvjerstva nego srpski agresor – u najvećem dijelu prema Hrvatima, a potom i u odnosu na Srbe.
Tog 16. rujna 1993. godine, pripadnici Armije BiH su ubili 25 Hrvata u Hudutskom. Ubijeni Hrvati su bili ratni zarobljenici. Pripadali su brigadi „Hrvoje Vukčić Hrvatinić“ iz Jajca i Pougarja. 16. rujna 1993. godine pripadnici tzv. ABiH napadale su Hudutsko i tada su zarobile tih 25 vojnika HVO-a. Trojicu su odveli u zloglasni logor Muzej u Jablanici, a ostale su strijeljali. Strijeljali su ih zbog osvete radi pogibije pet diverzanata 44-te brdske brigade predvođenih zamjenikom zapovjednika 44. brdske brigade Senadom Džinom koji je također poginuo prilikom tog napada. 
Ubijeni su vojnici HVO Anđelko Bilandžija, Ljupko Bilandžija, Stipo Bliznac, Jozo Bogić, Marko Brtan, Željko Golubović, Željko Jakašević, Ilija Jakovljević, Dragan Jezerčić, Pejo Božić, Jozo Ladan, Karlo Ladan, Zoran Marjanović, Drago Mijatović, Šimo Petrović, Drago Žunić, Ilija Bendra, Ante Beljo, Anton Odak, Josip Soldo i Marin Vidić te hrvatski civili Mato Biloš i Jagoda Mijačević.
Jajce i Pougarje oslobođeni su 13. rujna 1995. godine.